# 8204-es mellékút (Magyarország)
A 8204-es számú mellékút egy négy számjegyű mellékút Fejér vármegye északnyugati részén.

## Nyomvonala
A 8203-as útból kiágazva indul, annak 0+250-es méterszelvényénél, Moha területének keleti szélén, északnyugat felé. Eleinte a Gaja-patakkal párhuzamosan halad, majd 2 kilométer után kicsit eltávolodik tőle. Itt éri el Fehérvárcsurgó határát, egy ideig a határvonalon húzódik, majd a 2+450-es kilométerszelvényénél keresztezi a MÁV 5-ös számú Székesfehérvár–Komárom-vasútvonalát; ugyanott található Moha, Fehérvárcsurgó és Iszkaszentgyörgy hármashatára is.
Szűk két kilométeren át e két utóbbi település határvonalát képezi, majd a 4+300-as kilométerszelvénye előtt újabb hármashatárt ér el: Iszkaszentgyörgy, Fehérvárcsurgó és Kincsesbánya határpontját. Ezután keresztez egy iparvágányt, majd 5,4 kilométer megtétele után a Gaja-patakot is. Kicsivel a hatodik kilométere előtt eléri Fehérvárcsurgó házait, itt Dózsa György út néven húzódik, majd 6,3 kilométer után kiágazik belőle a 8205-ös út (Igari út) keleti irányban, a 81-es főút felé. Ezután végigkanyarog a község központján és elhalad a Károlyi-kastély mellett, majd a központ északi szélén (ahol még mindig a Dózsa György út nevet viseli), a 8+100-as kilométerszelvényénél kiágazik belőle a Gúttamásin át Bakonykútira vezető 8212-es út, nyugat-délnyugati irányban.
9,6 kilométer megtétele után lép Bodajk területére, ott a Petőfi Sándor utca nevet viseli. 10+450-es kilométerszelvényénél kiágazik belőle a bodajki vasútállomásra vezető 82 302-es út. A kisváros központját elhagyva, utolsó szakaszán a Május 1. útja nevet veszi fel; a 8209-es útba torkollva ér véget, annak majdnem pontosan a 2. kilométerénél. Teljes hossza, az országos közutak térképes nyilvántartását szolgáló kira.gov.hu adatbázisa szerint 12,026 kilométer.

## Települések az út mentén
- (Moha)
- Fehérvárcsurgó
- (Iszkaszentgyörgy)
- (Kincsesbánya)
- Bodajk